# Spaghetti Records
La Spaghetti Records fu una casa discografica italiana attiva dal 1977 fino alla prima metà degli anni '80.

## Storia della Spaghetti Records
La Spaghetti Records venne fondata nel 1977 dall'ex cantante dei Rokes Shel Shapiro e dai discografici Alessandro Colombini e Silvio Crippa, con l'intenzione di scoprire nuovi talenti o valorizzare artisti che, pur avendo anni di esperienza, non avevano ancora raggiunto il successo: mancano infatti nel catalogo della casa discografica nomi di rilievo, almeno al momento della firma del contratto (alcuni, come Ron, Marco Ferradini, i Decibel e il loro frontman Enrico Ruggeri diventeranno noti proprio grazie ai dischi incisi per la Spaghetti Records). La sede dell'etichetta era in Galleria del Corso 2 a Milano, e la distribuzione affidata alla RCA. Chiuse l'attività negli anni '80, per problemi economici.

## Dischi
La datazione qui riportata si basa sull'etichetta del disco o sulla copertina; qualora nessuno di questi elementi abbia una datazione, è basata sulla numerazione del catalogo; talora è, infine, basata sul codice della matrice di stampa. Se esistenti, sono riportati, oltre all'anno, il mese e il giorno (quest'ultimo dato si trova, a volte, stampato sul vinile). 

### 33 giri
| Numero di catalogo | Anno         | Interprete               | Titoli                                       |
| ------------------ | ------------ | ------------------------ | -------------------------------------------- |
| ZPLSR 34030        | 1978         | Decibel                  | Punk                                         |
| ZPLSR 34031        | 1978         | Judas                    | Judas                                        |
| ZPLSR 34041        | 1978         | Le Streghe               | L'iniziazione                                |
| ZPLSR 34051        | 1978         | Marco Ferradini          | ...Ma quando Teresa verrà...                 |
| ZPLSR 34057        | 1979         | Esecutori vari           | Blues, Rock & Country Things - Live in Milan |
| ZPLSR 34066        | 1979         | Le Streghe               | Le Streghe                                   |
| ZPLSR 34079        | 1980         | Ron                      | Una città per cantare                        |
| ZPLSR 34093        | 1980         | Decibel                  | Vivo da re                                   |
| ZPLSR 34129        | 1981         | Ron                      | Al centro della musica                       |
| ZPLSR 34149        | Ottobre 1981 | Gerardo Carmine Gargiulo | Avellino Express                             |
| ZPLSR 34169        | 1982         | Decibel                  | Novecento                                    |
| ZPLSR 34170        | 1982         | Ron                      | Guarda chi si vede                           |
| ZPLSR 34177        | 1983         | Marco Ferradini          | Una catastrofe bionda                        |
| ZPLSR 34190        | 1983         | Francesco La Notte       | Due Vele                                     |
| SPAL 13001         | 1984         | Ron                      | Super Ron - (raccolta)                       |
| SPAL 13002         | 1984         | Marco Ferradini          | Teorema - (raccolta)                         |

### Q disc
| Numero di catalogo | Anno | Interprete         | Titoli                      |
| ------------------ | ---- | ------------------ | --------------------------- |
| ZPGSR 33415        | 1981 | Marco Ferradini    | Schiavo senza catene        |
| ZPGSR 33416        | 1981 | Corrado Castellari | Il gruppo - (canzone breve) |
| ZPGSR 33429        | 1982 | Francesco La Notte | Bandiere                    |
| ZPGSR 33430        | 1982 | Maurizio Boriolo   | La grande cassa             |
| SPRQ 401           | 1984 | Edoardo De Angelis | Mia madre parla a raffica   |
| SPRQ 402           | 1984 | Mauro Nova         | Mauro Nova - (Q disc)       |

### 45 giri
| Numero di catalogo | Anno | Interprete                              | Titoli                                    |
| ------------------ | ---- | --------------------------------------- | ----------------------------------------- |
| ZBSR 7036          | 1977 | Le Streghe                              | Don Don Baby/I Feel It With Love          |
| ZBSR 7047          | 1978 | Marco Ferradini                         | Quando Teresa verrà/Coppia coppia         |
| ZBSR 7058          | 1978 | Decibel (sul lato A) Judas (sul lato B) | Il lavaggio del cervello/Imbarco mach I   |
| ZBSR 7061          | 1978 | Ron                                     | Occhi verdi mari calmi/Come va?           |
| ZBSR 7096          | 1978 | Le Streghe                              | B.B.L.S.S.T./Cosa mi succederà?           |
| ZBSR 7106          | 1978 | Marco Ferradini                         | Adriana/San Martino                       |
| ZBSR 7107          | 1978 | Simon Luca                              | È la luna/L'anima di Giuda                |
| ZBSR 7117          | 1978 | Hollywood Boulevard                     | Disco okay/You and me                     |
| ZBSR 7118          | 1979 | Le Streghe                              | Ballerino/Tamarindo bay                   |
| ZBSR 7126          | 1979 | Ron                                     | I ragazzi italiani/Come va?               |
| ZBSR 7134          | 1979 | Corrado Castellari                      | Ancora non so/Noi quella volta            |
| ZBSR 7143          | 1979 | Decibel                                 | Indigestione disko/Mano armata            |
| ZBSR 7146          | 1979 | Claudio Bazzari                         | Blue Marlin/A 7                           |
| ZBSR 7166          | 1980 | Ron                                     | Una città per cantare (The road)/Nuvole   |
| ZBSR 7182          | 1980 | Decibel                                 | Contessa/Teen ager                        |
| ZBSR 7192          | 1980 | Decibel                                 | Vivo da re/Decibel                        |
| ZBSR 7215          | 1981 | Ron                                     | Al centro della musica/Stelle di dicembre |
| ZBSR 7290          | 1982 | Gerardo Carmine Gargiulo                | Una gita sul Po/L'espresso delle 21       |
| ZBSR 7301          | 1983 | Marco Ferradini                         | Una catastrofe bionda/Lupo solitario DJ   |
| ZBSR 7323          | 1983 | Francesco La Notte                      | Due vele/Che strano                       |
| SPRNP 101          | 1984 | Franco Tortora                          | Remember/The Flame                        |
| SPRNP 103          | 1984 | Marco Ferradini                         | Due gelati/Viaggio a sorpresa             |
| SPRNP 104          | 1985 | Ron                                     | I ragazzi italiani/Un poco di vino        |